# Parmotrema praeinsuetum
Parmotrema praeinsuetum är en lavart som först beskrevs av Kurok., och fick sitt nu gällande namn av Louwhoff & Elix. Parmotrema praeinsuetum ingår i släktet Parmotrema och familjen Parmeliaceae.   Inga underarter finns listade i Catalogue of Life.